# Гумниска (сельский округ)
Гумниска (пол. Gumniska) — село, центр сельского округа Дембицкой гмины (волости) в составе Дембицкого повета, Подкарпатского воеводства Польши.
Расположено в юго-восточной Польше, примерно в 5 км южнее Дембицы и в 65 км к западу от центра воеводства Жешува.
Население около 1200 человек.
Прежнее название — Гумниска-Фокс.

## Известные уроженцы
- Дикас, Томаш (1850—1910) — польский скульптор.